# 공무 (조선)
공무(公貿)는 조선 후기에 정부가 육의전에 없는 상품을 육의전으로 하여금 구입·납공(納貢)케 한 것이다.

## 개설
공무의 대상이 되는 상품은 대부분 특별한 물품이었으므로, 18세기에 이르러서는 상업의 발달에 따른 물주(物主)의 물가 조정이 자행되기도 하였다. 이로 인해 물가는 폭등한 반면, 육의전 상인이 정부기관으로부터 받는 대가는 불과 10분의 1에서 10분의 2에 지나지 않게 되었는데, 이는 조선 후기 상업계의 변화에 따르는 하나의 현상이었다. 곧 이러한 현상은 특권 어용상인으로서의 육의전 상인이 점차 그 세력이 약화되어 가고, 일반 상인층의 활동이 활발해지고 그에 따라 상업계의 주도 세력을 쥐게 되는 과정을 보여주는 것이었다.
정부에서는 이와 같은 과정에서 종래의 공무에 따르는 모순을 제거하기 위하여 1791년(정조 15) 6월 공무제도를 혁파하게 되었고, 단지 어약재(御藥材)와 시급하고 구하기 힘든 물품에 한해서만 예외를 두기로 하였다. 공무의 매상(賣上) 대가는 세폐(歲幣)·방물(方物)·공납·별무(別貿) 등의 경우와 마찬가지로 절전(折錢)의 형식을 취하였다. 그 공평률(公平率)은 조선 초기 포(布)·저화(楮貨)를 사용했을 때는 정포(正布) 1필=상포(常布) 2필=저화 30장=쌀 4되이었으며, 후기에 상평통보를 사용했을 때에는 동전은 백문 1냥, 은전(銀錢)은 전문 2냥이었다.
이 절전 형식의 대가 지급은 규정상 시가보다 우급(遇給)한다고 되어 있었으나, 실제로는 그렇지 못하였다. 한편 공무는 정부가 직접 구득(購得)할 뿐만 아니라 필요한 물품의 조달을 각계각층에 의뢰하기도 하였다. 즉 종친 및 동반 6품 이상, 서반 4품 이상은 백저포 1필씩을, 그리고 동반 7품 이하, 서반 6품 이상, 한양의 무녀(巫女) 및 한양 ·개성의 부거인은 일정의 면주(綿紬)·저포·마포를 바치게 하고, 그 대가를 지급하기도 하였던 것이다.

## 같이 보기
- 육의전